# Fisher Stevens
Fisher Stevens, de nom de naixement Steven Fisher, (Chicago, 27 de novembre de 1963) és un actor, director, productor i escriptor estatunidenc. Com a actor és conegut per la seva interpretació de Ben Jabituya a Curtcircuit (Ben Jahrvi en la seqüela). Els seus èxits inclouen l'Oscar al millor documental de 2010 per la seva pel·lícula The Cove i el premi Independent Spirit al millor documental de 2008 per Crazy Love. Ha dirigit també el documental produït per Leonardo DiCaprio Before the Flood, on Martin Scorsese és el productor executiu, presentat al Festival de cinema Internacional de Toronto, i presentat pel Nacional Geogràfic.

## Biografia
Stevens va néixer a Chicago, i va participar en el grup teatral Naked Angels Theatre Company amb el seu amic Ned Eisenberg el 1987. També va ser un dels propietaris d'una productora de cinema anomenada GreeneStreet Films, localitzada a Tribeca, Nova York. Durant els anys 1980, Stevens va arribar a enamorar la també actriu Michelle Pfeiffer.
En la seva carrera va tenir diverses participacions en sèries de televisió. El seu principal paper va ser en la sèrie Early Edition, on va coincidir amb Kyle Chandler, sent un dels principals personatges. També va participar en diverses altres sèries al llarg dels anys, com Frasier, Friends, Law & Order i Lost, més recentment. Va estar també present en diverses pel·lícules, sent el seu paper més destacat el d' Eugene "The Plague" Belford en la pel·lícula Hackers de 1995, quan va treballar amb Angelina Jolie. Després va estar als crèdits de la pel·lícula Awake de 2007, junt amb Jessica Alba i Hayden Christensen.
El 2010 Stevens i Louie Psihoyo van guanyar l'Oscar al millor documental per la pel·lícula The Cove.

## Filmografia
Les seves pel·lícules més destacades són:

### Com a actor
- 1968: One Life to Live (sèrie de televisió): paper desconegut
- 1983: Ryan's Hope (sèrie de televisió): Henry Popkin
- 1981: The Burning de Tony Maylam: Woodstock
- 1983: Baby It's You: Stage Manager
- 1984: The Brother from Another Planet: Card trickster
- 1984: The Flamingo Kid, de Garry Marshall: Hawk Ganz
- 1985: El meu projecte de ciències (My Science Project): Vince Latello
- 1986: Curtcircuit: Ben Jabutiya Jahrvi
- 1988: Short Circuit 2 : Ben Jabutiya Jahrvi
- 1989: Columbo (sèrie de televisió) - Temporada 8, (episodi 2 Ombres i llums): Alex Bradey
- 1989: Els perdiguers de Broadway (Bloodhounds of Broadway): Hotfoot Harry
- 1990: Point of View
- 1990: El misteri Von Bulow (Reversal of Fortune): David Marriott
- 1991: The Marrying Man: Sammy
- 1991: It's Called the Sugar Plum (TV): Wally Zuckerman
- 1991: Mystery Data: Dwight
- 1992: Lift: Joe
- 1992: Relacions encreuades (When the Party's Over): Alexander
- 1992: Ciutadà Bob Roberts (Bob Roberts): Rock Bork
- 1992: Heroi per accident (Hero): Director
- 1993: Key West (sèrie de televisió): Seamus O'Neill
- 1993: Súper Mario Bros.: Iggy
- 1994: Nina Takes a Lover: Paulie
- 1994: Només tu (Only You): Larry Corvatch
- 1995: Cold Fever: Jack
- 1995: Hackers, pirates informàtics (Hackers) de Iain Softley: Eugene Belford / La Pesta / Mr. Babbage
- 1995: Friends 1x13 (sèrie de televisió): Roger
- 1996: The Right to Remain Silent (TV): Dale Myerson
- 1996-2000: Early Edition (sèrie de televisió): Chuck Fishman
- 1996: The Pompatus of Love: actor del sitcom
- 1997: O Que É Isso, Companheiro?: Mowinkel
- 1998: The Taxman: Kenneth Green
- 1999: The Tic Code: Morris
- 2000: Sam the Man: Sam Manning
- 2001: 3 A.M.: Haplin
- 2001: Prison Song: Prosecutor
- 2001: Piñero: Public Theatre Cashier
- 2001: Jenifer (TV): Dr. Aaron Sanders
- 2002: The Moth (sèrie de televisió)
- 2002: Is It College Yet? (TV) (veu)
- 2002: Invicte (Undisputed): Ratbag Dolan
- 2003: Uptown Girls: Convidat al funeral Guest
- 2003: Anything Else: Manager
- 2003: Easy Six: Oficial Donny
- 2003: Replay: Blu (veu)
- 2003: The Lives They Lived (TV): Narrador
- 2004: On the Couch: Gary
- 2004: Nova York, secció criminal 4x01 - Homicidi per suïcidi (sèrie de televisió)
- 2005: Kettle of Fish: Bruce
- 2005: Factotum: Manny
- 2005: Undiscovered: Garrett Schweck
- 2006: Kill the Poor: Stuffed Shirt
- 2007: Awake: el doctor Puttnam
- 2008-2010: Lost - Temporada 4, episodi 5 / temporada 6, episodis 11 (sèrie TV): George Minkowski
- 2009: Numb3rs (sèrie TV) - Temporada 5, episodi 12 i temporada 6 episodi 9: John Buckley
- 2009: Medium - Temporada 6, episodi 4: Neal Greybridge
- 2010: Mentalist 2x21 (sèrie TV): Tolman Bundiger
- 2010: Californication - Temporada 4, episodi 4 (sèrie de televisió): Zig Samitur
- 2010: The Experiment de Paul Scheuring
- 2010: Damages (sèrie de televisió) - Temporada 4, episodis 2, 5,7 i 10: un metge
- 2011: Rio Sex Comedy de Jonathan Nossiter: Fisher
- 2012: Law & Order: Special Victims Unit (sèrie de televisió) - Temporada 13, episodi 11: Ted Scott
- 2012: One for the Money: Morty Beyers
- 2012: La Llegenda de Korra (sèrie de televisió d'animació) - Temporada 1, episodi 3: Shady Shin (veu)
- 2014: The Gran Budapest Hotel: un conserge
- 2014: United Passe: Carl Anton Hirschmann
- 2015: Elementary (sèrie de televisió) - temporada 3, episodi 21: Dr. Ward
- 2015: The Blacklist (sèrie de televisió) - Temporada 3: Marvin Gerard "L'Inspector"
- 2016: Hail, Caesar! de Joel i Ethan Coen: un guionista
- 2016: The Night of (sèrie de televisió): el farmacèutic

### com a productor
- 2000: Sam the Man
- 2000: Lisa Picard Is Famous
- 2001: The Castell
- 2001: Piñero
- 2002: Swimfan
- 2003: Uptown Girls
- 2004: Yes
- 2005: Slow Burn
- 2006: Once in a Lifetime
- 2009: The Cove
- 2016: Before the flood

### com a director
- 1996: Phinehas
- 1998-1999: Early Edition (2 episodis)
- 2002: Just a Kiss
- 2013: Stand Up Guys
- 2016: Before the flood

### com a guionista
- 2000: Sam the Man